# 魁北克广场

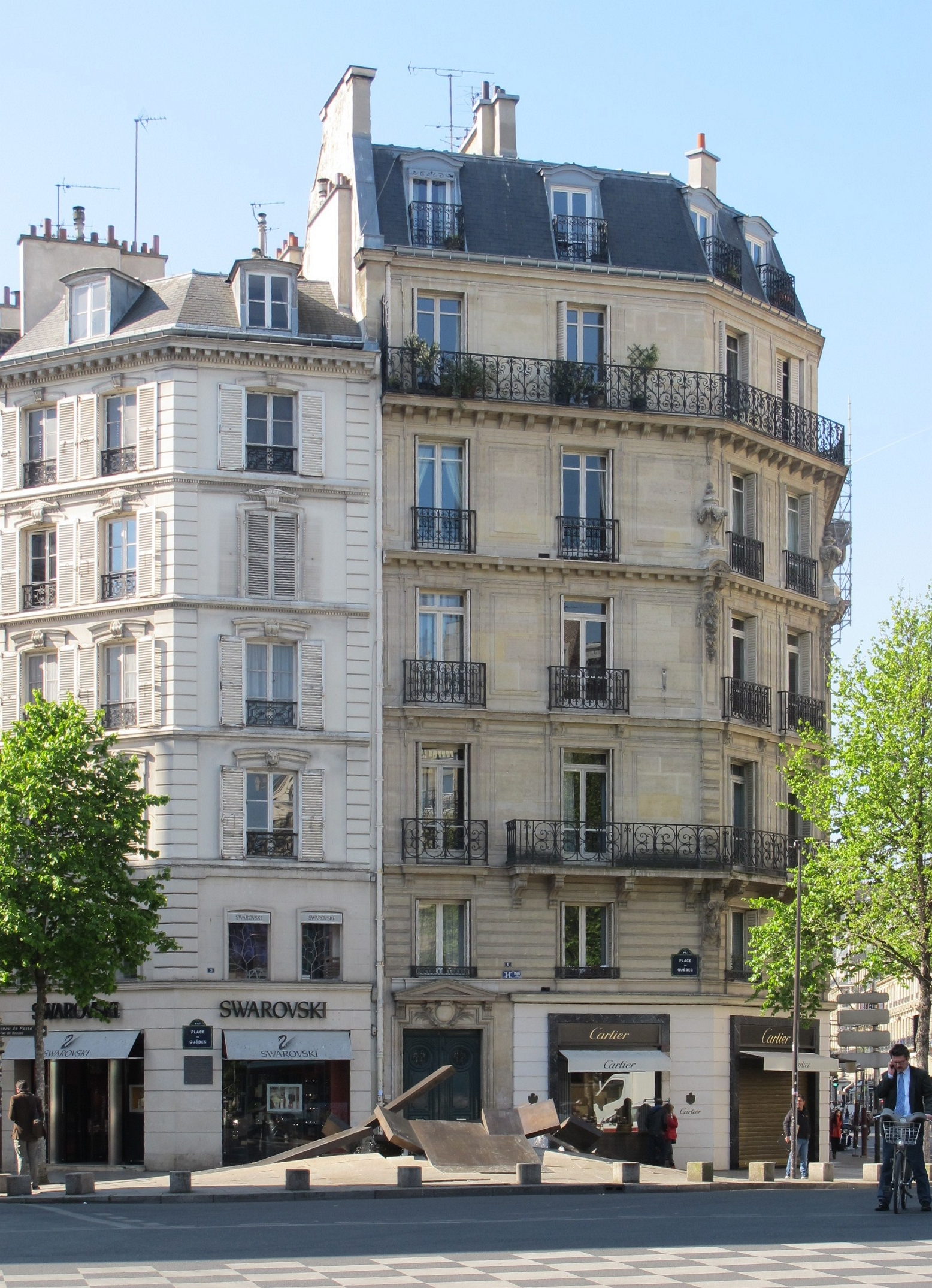

魁北克广场（Place du Québec）是巴黎第六区的一个广场，位于圣日耳曼大道与波拿巴路、rue de Rennes及rue Gozlin的交汇处。长50米，宽20米。

## 名称
魁北克广场得名于加拿大魁北克省。

## 历史
魁北克广场命名于1980年12月15日。

## 建筑
Fontaine l'Embâcle 喷泉